# Володько, Леонид Викентьевич
Леонид Викентьевич Володько ́ (1928—1978) — белорусский, советский физик-экспериментатор. Академик Академии наук БССР (1977; член-корреспондент с 1969), доктор физико-математических наук (1966), профессор (1967). Заслуженный деятель науки БССР (1971).

## Биография
Володько родился 2 января 1928 года в деревне Боровое (ныне Дзержинский район, Минская область, Белоруссия) в крестьянской семье. В 1953 году окончил физический факультет БГУ и поступил в аспирантуру, по окончании которой остался работать в университете. В 1962—1963 годах являлся деканом факультета, в 1963 году возглавил кафедру спектрального анализа, одновременно с 1966 был проректором БГУ по научной работе.
Володько являлся членом КПСС с 1959 года.

## Научная деятельность
Научные работы Володько посвящены молекулярной спектроскопии и люминесценции. Изучал связь между спектрально-люминесцентными свойствами соединений шестивалентного урана, их структурой и строением их электронных оболочек; процессы возникновения пространственных структур и природу электропроводности фенольных полимеров; строение и оптические свойства жидких кристаллов методом инфракрасного дихроизма; процессы переноса заряда в дыхательной цепи клеток. Разработал экспериментальные методы статистической регистрации кинетики люминесценции, методы контроля деформации оптических элементов и регистрации распределения излучения лазеров.

## Награды и премии
- Государственная премия БССР (1974)
- Орден Трудового Красного Знамени
- орден Дружбы народов

## Публикации
- Володько Л. В. и др. Исследование деполяризации флуоресценции при затухании методом многоканального временного анализа // Опт. и спектр. — 1974. — Т. 37, № 4.
- Володько Л. В. и др. Поляризованная люминесценция кристаллов ураниловых соединений при температуре жидкого гелия // Изв. АН СССР. Серия физическая. — 1975. — Т. 39, № 11.
- Володько Л. В., Ксенофонтов М. А., Феранчук И. Д. О взаимосвязи между электрическими и парамагнитными характеристиками полимеров с системой сопряжения // Доклады АН БССР. — 1975. — Т. 19, № 11.
- Володько Л. В., Титков Е. Ф., Зажогин А. П. К вопросу о природе флуоресцентного состояния в комплексных ураниловых соединениях // Журн. прикл. спектр. — 1977. — Т. 27, № 3.
- Володько Л. В., Последович М. Р. Изучение ИК дихроизма колебательных полос жидких кристаллов в различных фазовых состояниях // Журн. прикл. спектр. — 1977. — Т. 27, № 4.
- Володько Л. В., Комяк А. И., Умрейко Д. С. Ураниловые соединения. — Минск: Изд-во БГУ, 1981.